# Grande Prêmio do México de 1968
Resultados do Grande Prêmio do México de Fórmula 1 realizado na Cidade do México à 3 de novembro de 1968. Décima segunda e última etapa da temporada, teve como vencedor o britânico Graham Hill cujo resultado garantiu-lhe o bicampeonato mundial e mais um título de construtores para a sua equipe, a Lotus.

## Classificação da prova
| Pos. | Nº | Piloto               | Construtor    | Voltas | Tempo/Diferença  | Grid | Pontos |
| ---- | -- | -------------------- | ------------- | ------ | ---------------- | ---- | ------ |
| 1    | 10 | Graham Hill          | Lotus-Ford    | 65     | 1:56:43.95       | 3    | 9      |
| 2    | 2  | Bruce McLaren        | McLaren-Ford  | 65     | + 1:19.32        | 9    | 6      |
| 3    | 11 | Jackie Oliver        | Lotus-Ford    | 65     | + 1:40.65        | 14   | 4      |
| 4    | 8  | Pedro Rodríguez      | BRM           | 65     | + 1:41.09        | 12   | 3      |
| 5    | 17 | Jo Bonnier           | Honda         | 64     | + 1 volta        | 18   | 2      |
| 6    | 16 | Jo Siffert           | Lotus-Ford    | 64     | + 1 volta        | 1    | 1      |
| 7    | 15 | Jackie Stewart       | Matra-Ford    | 64     | + 1 volta        | 7    |        |
| 8    | 18 | Vic Elford           | Cooper-BRM    | 63     | + 2 voltas       | 17   |        |
| 9    | 9  | Henri Pescarolo      | Matra         | 62     | + 3 voltas       | 20   |        |
| 10   | 3  | Jack Brabham         | Brabham-Repco | 59     | Pressão do óleo  | 8    |        |
| Ret  | 23 | Johnny Servoz-Gavin  | Matra-Ford    | 57     | Ignição          | 16   |        |
| Ret  | 14 | Dan Gurney           | McLaren-Ford  | 28     | Suspensão        | 5    |        |
| Ret  | 22 | Piers Courage        | BRM           | 25     | Motor            | 19   |        |
| Ret  | 19 | Lucien Bianchi       | Cooper-BRM    | 21     | Motor            | 21   |        |
| Ret  | 5  | John Surtees         | Honda         | 17     | Superaquecimento | 6    |        |
| Ret  | 6  | Chris Amon           | Ferrari       | 16     | Transmissão      | 2    |        |
| Ret  | 12 | Moisés Solana        | Lotus-Ford    | 14     | Asa quebrada     | 11   |        |
| Ret  | 1  | Denny Hulme          | McLaren-Ford  | 10     | Suspensão        | 4    |        |
| Ret  | 21 | Jean-Pierre Beltoise | Matra         | 10     | Suspensão        | 13   |        |
| Ret  | 7  | Jacky Ickx           | Ferrari       | 3      | Ignição          | 15   |        |
| Ret  | 4  | Jochen Rindt         | Brabham-Repco | 2      | Ignição          | 10   |        |

## Tabela do campeonato após a corrida
|  | Pos. | Piloto         | Pontos |
|  | ---- | -------------- | ------ |
|  | 1    | Graham Hill    | 48     |
|  | 2    | Jackie Stewart | 36     |
|  | 3    | Denny Hulme    | 33     |
|  | 4    | Jacky Ickx     | 27     |
|  | 5    | Bruce McLaren  | 22     |

|   | Pos. | Construtor   | Pontos |
| - | ---- | ------------ | ------ |
|   | 1    | Lotus-Ford   | 62     |
| 1 | 2    | McLaren-Ford | 49     |
| 1 | 3    | Matra-Ford   | 45     |
|   | 4    | Ferrari      | 32     |
|   | 5    | BRM          | 28     |

- Nota: Somente as primeiras cinco posições estão listadas. A temporada de 1968 foi dividida em dois blocos de seis corridas onde cada piloto descartaria um resultado. Neste ponto esclarecemos: na tabela dos construtores figurava somente o melhor colocado dentre os carros de um time e os campeões da temporada surgem destacados em negrito.